# 尤利乌斯·屈恩
尤利乌斯·屈恩（德語：Julius Kühn，1993年4月1日—），德国男子手球运动员。他曾代表德国参加2016年和2020年夏季奥林匹克运动会手球比赛，其中2016年奥运会获得一枚铜牌。